# Hasan al-Attar
Hasan al-Attar (arabisch عطار، حسن بن محمد, DMG Ḥasan Ibn-Muḥammad al-ʿAṭṭar; geb. 1766 in Kairo; gest. 1835 ebenda) war ein ägyptischer islamischer Gelehrter und von 1830 bis 1835 Großimam (Šaiḫ al-Azhar) der al-Azhar-Universität in Kairo. Er steht als Intellektueller beispielhaft für die durch den engeren Kontakt mit Westeuropa hervorgerufene strukturelle Krise der islamischen Gesellschaft des späten 18. und frühen 19. Jahrhunderts, die zur Modernisierung Ägyptens und der „arabischen Renaissance“ führte.

## Leben
Geboren 1766 in Kairo als Sohn einer marokkanischen Familie, erhielt er seine Ausbildung an der al-Azhar. Während der Ägyptischen Expedition Napoleon Bonapartes kam er in Kontakt mit den französischen Forschern des Institut d’Égypte. Nach dem Abzug der Franzosen ging al-Attar 1802 zunächst nach Istanbul, 1806 nach Alexandretta, Izmir und schließlich Damaskus. 1815 kehrte er nach Ägypten zurück, wo er eine Sklavin zur Frau nahm. 1828 ernannte ihn Muhammad Ali Pascha zum ersten Herausgeber des offiziellen Presseorgans der ägyptischen Regierung, der Zeitung al Waqaiʾ al-misriyya und 1830 zum Großimam der al-Azhar. Zu seinen Schülern dort zählte der Reformer Rifāʿa at-Tahtāwī. Al-Attar organisierte die erste Stipendiatengruppe, die von Muhammad Ali zum Studium nach Paris geschickt wurde. 1835 starb er in Kairo. Sein Nachfolger im Amt, Al-Quwaysnî, verkaufte nach al-Attars Tod dessen Frau, die ihren unfreien Status beibehalten hatte, und seinen minderjährigen Sohn in die Sklaverei und zerstreute seine Bibliothek.

## Werk
Etwa 50, überwiegend posthum herausgegebene Schriften von al-Attar sind bekannt. Die meisten wurden in der 1820 neu eingerichteten Druckerei in Bulaq gedruckt. In seinen Aufsätzen, herausgegeben 1866 unter dem Titel al-Rasail, setzte er sich mit Rechtskunde, Grammatik, Logik, Medizin und anderen Wissenschaften auseinander. Auf dem Gebiet der Medizin vertrat er die Notwendigkeit empirischer Forschung gegenüber der seit Ibn Sina in der islamischen Medizin vorherrschenden Methode der logischen Deduktion. Seinen Schülern stellte er den islamischen Gelehrten ar-Rāzī als Vorbild dar. Er setzte sich zusammen mit dem französischen Mediziner Antoine Barthélémy Clot (Clot-Bey), den Muhammad Ali in die 1825 gegründete medizinische Akademie von Abuzabel nahe Kairo berufen hatte, für die Einführung der anatomischen Sektion in Ägypten ein. Clot berichtet mit Hochachtung von al-Attars Verdiensten um die islamische Medizin. Seine modernen Ideen scheiterten am Widerstand der islamischen Religionsgelehrten. Zeitweise musste er seine Vorlesungen in seinen Privaträumen abhalten.
In einer kurzen Schrift Maqāmāt al-ʿAṭṭar (Stationen des al-Attar; Kairo 1859) beschreibt er die Wirkung, die die Ankunft der französischen Gelehrten auf ihn ausgeübt hatte: Ihm sei „schwindlig“ geworden angesichts ihrer „Liebe zu säkularer Philosophie“. Die fließenden Arabischkenntnisse einiger Gelehrter am Institut d'Ègypte, „frei von bloßen Phrasen und anderen Fehlern“ habe in ihm die Liebe zur eigenen Sprache und Dichtung erweckt sowie den Stolz, sein eigenes kulturelles Erbe mit den Fremden zu teilen.
Ein erst 1901 veröffentlichter Kommentar al-Attars zu einem als Al-Azhariya bekannten Text beschreibt, dass es für die Weiterentwicklung einer Sprache wichtig sei, zu beurteilen, welche grammatische Tradition erhalten und welche abgeschafft werden sollte. Er selbst entwickelte ein arabisches Vokabular, das eine effiziente Kommunikation innerhalb der von Muhammad Ali neu gestalteten Verwaltung möglich machte.

## Rezeption
Hasan al-Attar wird als erster ägyptischer Literat angesehen, der einen eigenen Stil entwickelt habe und gilt als Pionier der Renaissance der modernen arabischen Literatur in Ägypten. Diese gestaltete die arabische Sprache in der Folgezeit so um, dass moderner Journalismus und die Vermittlung moderner Massenbildung möglich werden konnte.
Vor dem Hintergrund der von Edward Said angestoßenen Orientalismus-Diskussion erwachte zu Beginn des 21. Jahrhunderts auch das wissenschaftliche Interesse am Werk al-Attars. Khouri bezeichnete al-Attar noch 1992 als „eine schwer einzuordnende Figur in dieser alternativen Weltgeschichte, in der sich an genau bestimmten Punkten die Geschichte eines Einzelnen mit den großen Augenblicken der kollektiven Geschichte einer Region kreuzt.“ Er sei eher ein Zeitzeuge der Modernisierung als ein echter Reformer gewesen. Tageldin (2011) versteht ihn als „kolonisierten Intellektuellen“, der „von der Hegemonialmacht kulturell verführt“ worden sei. Im Sinne von Jean Baudrillards Theorie der Refraktion versteht sie von al-Attar bewundernd geschilderten Arabischkenntnisse der französischen Gelehrten als Machtmittel zur Verführung und Unterwerfung des Unterlegenen. Dagegen wendet sich Coller (2010), der al-Attars Austausch mit den französischen Intellektuellen eher von der „Dynamik der nachrevolutionären Situation in Frankreich“ geprägt sieht als vom „Kolonialismus des späten 19. Jahrhunderts“. Der Kontakt mit islamischen Intellektuellen im „arabischen Frankreich“ habe auch Europa an der Schwelle zur Moderne geprägt. Auch Gran (2005) wendet sich gegen die Sichtweise, dass zu Beginn des 19. Jahrhunderts Neuerungen nur von außen in die ägyptische Gesellschaft getragen (oder ihr aufgezwungen) werden konnten, und dass Anpassungen und Entwicklungen nur als Reaktion auf Fremdes und Modernes erfolgen können. Er stellt al-Attar neben at-Tahtawi als Beispiele für Intellektuelle, denen, angeregt durch Kontakte mit westlichen Wissenschaftlern, die Balance zwischen säkularer Logik und Tradition und Glauben eigenständig gelungen sei.